# Lilla Agnsjön, Uppland
Lilla Agnsjön är en sjö i Tierps kommun i Uppland och ingår i Forsmarksåns huvudavrinningsområde. Sjön är 2,7 meter djup, har en yta på 0,0732 kvadratkilometer och är belägen 32 meter över havet. Lilla Agnsjön ligger i Florarna Natura 2000-område. Sjön avvattnas av vattendraget Forsmarksån (Gammelån).

## Delavrinningsområde
Lilla Agnsjön ingår i det delavrinningsområde (668898-161518) som SMHI kallar för Ovan Fälarån. Medelhöjden är 33 meter över havet och ytan är 45,14 kvadratkilometer. Det finns inga avrinningsområden uppströms utan avrinningsområdet är högsta punkten. Avrinningsområdets utflöde Forsmarksån mynnar i havet. Avrinningsområdet består mestadels av skog (56 procent) och sankmarker (38 procent). Avrinningsområdet har 1,31 kvadratkilometer vattenytor vilket ger det en sjöprocent på 2,9 procent.